# میراکبر حسینی

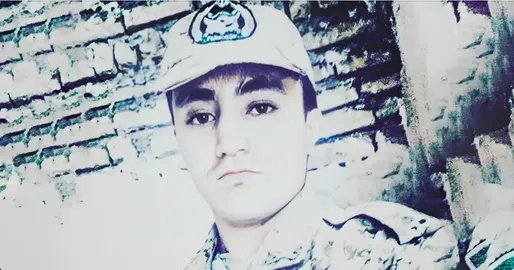

میراکبرحسینی (زادهٔ ۱۳۸۱ در مرند ساکن تبریز، آذربایجان شرقی) فعال مدنی ایرانی است که به‌دلیل فعالیت‌های مسالمت‌آمیز، حمایت از خانواده‌های دادخواه و حضور در اعتراضات با لباس ارتشی و اعتراض به سرکوب‌های دولتی بازداشت و زندانی شده‌است.

## زندگی‌نامه
او در دوران خدمت سربازی‌اش در ارتش جمهوری اسلامی، در واکنش به سرکوب اعتراضات آبان ۱۳۹۸ مورد تهدید، بازداشت و شکنجه قرار گرفت. به گفته منابع حقوق بشری، وی چندین ماه در سلول انفرادی نگهداری شده و تحت فشار برای اعتراف بوده‌است.
وی درسال های ۱۴۰۳ و ۱۴۰۱ همچنین بازداشت شده و محکوم شده است بدلیل حضور در مراسم چهلم ایلار حقی و حمایت از مردم و اعتراض به سرکوب بازداشت شده بود و ی متولد ۱۳۸۱/۰۲/۱۳است و اورا نزدیکان و دوستای وی می‌گفتند که او از هیچ چیزی هراسی نداشت و حرف هایش را همه جا میزد تو خیابان ها و توی جمع  و ترسی در او دیده نمیشد و او می‌گفت که من روزی میمیرم اما میخواهم باشرافت بمیرم نه آدم ترسو و حقیر و من برای وطنم خواهم جنگید و با عزت میمیرم و به خاک سپرده می‌شوم در راه وطن او به کل تنهایی جنگید حتی کسی از مردم اورا حمایت نمی‌کردند یا کسانی که مخالف این حکومت بودند حمایتی از هیچ سو نداشت ولی او باز همچنان پرقدرت به فعالیت هایش ادامه می‌دهد و هراسی ندارد حتی بسیجیان و یا کسانی که وابسته به حکومت بودند در اطراف آنها و اورا میدیدن راهشان را کج کرده و سریع رد میشدن و از وی به شدت ترس داشتند و او بالای ۱۵ بار به اداره اطلاعات احضار شده بود ولی او نمی‌ترسید و به فعالیت هایش باز ادامه می‌داد او سربازی بود قدرتمند و شجاع و باهوش که در اعتراضات کنار مردم بود و در همه جا او یک سرباز شجاع و دلیر وطن است که خیلی ها اورا نادیده گرفتند اما او یک چیز میگفت من برای خاک و وطنم وانتقام خون شهیدان راه آزادی میجنگم از کسی توقعی نداشته و نخواهم داشت..

## فعالیت‌های مدنی
میراکبر حسینی در مراسم یادبود کشته‌شدگان اعتراضات آبان و در حمایت از خانواده‌های دادخواه شرکت کرده‌است. همچنین در اعتراضات پس از مرگ آیلار حقی در تبریز نیز حضوری فعال داشته‌است.

## بازداشت و فشار امنیتی
در آبان ۱۴۰۲، توسط اداره اطلاعات تبریز احضار و بازداشت شد. منابع مستقل گزارش داده‌اند که وی تحت فشار و تهدید به قتل قرار داشته و به اتهام «تبلیغ علیه نظام» در زندان مرکزی تبریز نگهداری می‌شود.وی همچنین از مادران دادخواه آبان ۹۸ و مردم بازداشت شده و همچنین در سال ۱۴۰۳بار دیگر بخاطر حمایت از مادران دادخواه و مردم بازداشت می‌شود و در تاریخ 1403/08/25آزاد می‌شود...
وی درسال ۱۳۹۹ و ۱۴۰۱ و ۱۴۰۳ بازداشت شده و در هرکدام به ۱سال حبس محکوم شده و ازجمله مزار آیلار حقی(چهلم آیلار حقی) و حمایت از مادران دادخواه و کشته شدگان اعتراضات ۱۳۹۸ و ۹۶ و ۱۴۰۱ احضار و بازداشت شده است

## واکنش‌ها
سازمان‌های حقوق بشری و از جمله هرانا و عفو بین‌الملل، خواستار آزادی او و سایر زندانیان سیاسی شده‌اند.